# 磨形窑址
磨形窑址，是指一批位于湖南省衡阳市耒阳市磨形乡及周边的青白瓷窑址，为衡阳市文化保护单位。

## 历史
磨形窑址分布在耒阳市西南部的磨形乡与太平乡的猫形山、瓦子坳、瓦子窝、老背山、窑门前等地，以瓦子坳较为集中。
1984年12月，磨形窑址被当地部门发现。

## 磨形窑

### 时代
磨形窑址所处时代为宋代和元代。文化堆积厚达4－6米。

### 产品
磨形窑为青白瓷，主要产品有碗、杯、碟、盘、壶、瓶、坛、香炉等。

### 风格
磨形窑多足部短矮，有的产品近乎平底。
磨形窑的胎色洁白，胎质细腻致密，瓷化程度高。磨形窑的釉色白中泛青，有的白中微黄、微灰或泛蓝。
磨形窑的釉面晶莹柔润，有的呈较规则开片。

### 工艺
窑炉形制为龙窑，烧造工艺采用了覆烧法，因此许多器物出现“芒口”。磨形窑装饰手法以印花为主，纹饰有回纹、莲花、梅花、菊花、牡丹、连珠纹、鱼纹、折波连珠纹、勾连云雷纹等。

## 评价
中国古陶瓷专家冯小琪（冯先铭之女）评价磨形窑的产品造型、纹饰及覆烧工艺，与江西景德镇窑青白瓷十分相似，足以说明其烧造水平之高。